# Riventosa
Riventosa település Franciaországban, Haute-Corse megyében. Lakosainak száma 150 fő (2022. január 1.). Riventosa Poggio-di-Venaco, Casanova, Erbajolo, Sant’Andréa-di-Bozio és Santo-Pietro-di-Venaco községekkel határos.

## Népesség
A település népessége az elmúlt években az alábbi módon változott:
| Lakosok száma | 108  | 121  | 135  | 172  | 154  | 153  | 157  | 156  | 152  | 150  |
|               | 1968 | 1982 | 1990 | 2006 | 2013 | 2015 | 2017 | 2019 | 2020 | 2022 |